# Karyolýza
Karyolýza je celkový rozpad chromatinu umírající buňky kvůli enzymatické degradaci endonukleáz. Pojem pochází z řeckého κάρυον karyon, „semeno“, „jádro“ a λύσις lysis z λύειν lyein, "rozdělit"). Celá buňka se následně barví eosinem (za normálních okolností se barví pouze jádro). Karyolýza následuje po karyorhýze.